# 水银的遗产：阿尔马登和伊德里亚
水银的遗产：阿尔马登和伊德里亚（英語：Heritage of Mercury. Almadén and Idrija）是西班牙和斯洛文尼亚两国共有的世界文化遗产，由位于西班牙的阿尔马登和斯洛文尼亚的伊德里亚的水银矿冶遗址和附属建筑组成。由于这两个地区代表了世界上最大的两个水银矿，见证了开启欧美两洲间数百年交流的水银国际贸易，因此被列入世界文化遗产。

## 概述
1554年巴托罗缪·德·马迪娜发明了通过水银和银形成汞齐来提炼银的混汞法（Patio Process）。此后的多年间，这两个地区生产的水银通过“王室之路”大量运往拉丁美洲，用于提炼当地发现的银矿。

## 阿尔马登地区
从古罗马时代，阿尔马登地区就有人开始采冶水银。1600到1620年代，阿尔马登地区的水银生产迅速发展，1645年西班牙政府对这里的汞矿进行直接管理。18世纪时这里的产量继续提高。到20世纪末，达到了每年1500吨。考虑到环境污染，2004年起阿尔马登地区的汞矿已完全停产，此地区逐步转化为水银的存储地。
阿尔马登地区包括多座与汞矿历史有关的建筑，其中的五座建筑被列入世界文化遗产的保护范围，包括：
- 阿尔马登旧城区：这里包括矿山管理部门，里塔马城堡、多座汞冶炼炉和现为博物馆的水银营销店。
- 米娜·德尔·卡斯特略纪念碑
- 王家劳工监狱：16世纪中期，大量的犯人被送往阿尔马登作汞矿矿工，这座监狱就是他们的居住地。
- 王家圣拉斐尔矿工医院
- 斗牛场

## 伊德里亚地区

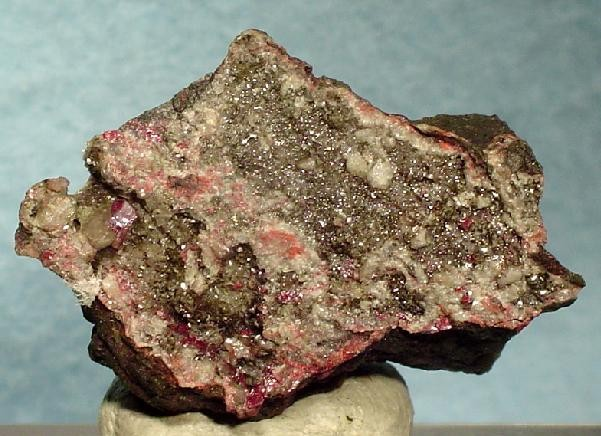
伊德里亚地区的辰砂矿

伊德里亚地区的水银开采源于1490年，16世纪时这里的开采量不是很大，但在17世纪中发展迅速。伊德里亚当地则以经营水银的商店和基础设施闻名，也有矿工们的生活区和剧院。被列入世界遗产的部分包括：
- 伊德里亚老城区
- 伊德里亚精炼厂
- 伊德里亚周围的水利运输系统，包括五处水利设施

## 提名过程
伊德里亚地区从2006年起开始寻求被列入世界遗产。最先该市希望和秘鲁的万卡韦利卡银矿以共同体现了“王家之路”进行提名，但因伊德里亚地区和王家之路关系不密切未获提名。2009年和2010年阿尔马登、伊德里亚和墨西哥的圣路易斯波托西市银矿共同进行提名，但审议委员会认为仍需要改进。最终阿尔马登和伊德里亚地区在2012年的第36届世界遗产大会上被列入名单。